# Bogojević Selo
Pour les articles homonymes, voir Bogojevic.
Bogojević Selo (en serbe cyrillique : Богојевић Село) est un village de Bosnie-Herzégovine. Il est situé sur le territoire de la ville de Trebinje et dans la république serbe de Bosnie. Selon les premiers résultats du recensement bosnien de 2013, il compte 16 habitants.

## Géographie
Le village est entouré par les localités suivantes :
| Orašje Zubci       | Konjsko        |      |
| Kunja Glavica Grab | Bogojević Selo | Ubla |
|                    | Podštirovnik   |      |

## Démographie

### Évolution historique de la population dans la localité
| 1948 | 1953 | 1961 | 1971 | 1981 | 1991 | 2013 |
| ---- | ---- | ---- | ---- | ---- | ---- | ---- |
| -    | -    | 179  | 169  | 142  | 68   | 16   |

|  |

### Répartition de la population par nationalités (1991)
En 1991, les 68 habitants du village étaient tous serbes.